# يوسف الإمام
يوسف الإمام (27 يوليو 2004) هو لاعب كرة قدم عراقي، يلعب بمركز الدفاع. في نادي بي كيه أوليمبيك السويدي. ومع منتخب العراق الأولمبي.

## مسيرته
لعب بمستوى الشباب في نادي مالمو. في 21 ديسمبر 2022، انتقل على سبيل الإعارة إلى فريق بي كيه أوليمبيك، حيث شارك لأول مرة في 5 أغسطس 2022. سجل هدفه الأول بعد عشرة أيام. وفي 22 ديسمبر 2023، أصبح النقل دائمًا.
لعب في المنتخب السويدي تحت 18 عامًا، وتحت 19 عامًا، قبل أن يختار تمثل منتخب العراق، ويلعب في المنتخب العراقي تحت 23 عامًا. وفي عام 2024 تم استدعاؤه من قبل المنتخب الأولمبي العراقي للمشاركة في دورة الألعاب الأولمبية الثالثة والثلاثين.